# Arent van Haersolte

Familiewapen van Haersolte

Arent van Haersolte (Zwolle, ± 1590 - Bredevoort, 1637) was drost van de heerlijkheid Bredevoort tot aan zijn dood in 1637. 

## Biografie

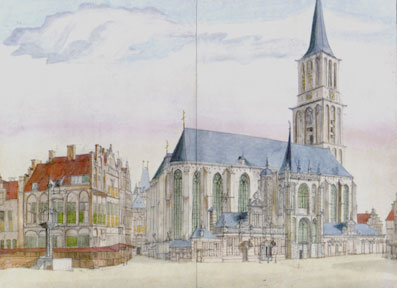
Groote kerk in Zwolle

Arent werd ± 1590 geboren waarschijnlijk in Zwolle als zoon van Harmen van Haersolte en Anna van Hoeckelum. Hij was getrouwd met Elisabeth van Brienen, dochter van Hendrik van Brienen tot de Lathmer. Ze overleed in 1626. In 1631 wordt Arent drost van Bredevoort. Hij overlijdt op 18 juni 1637 in Bredevoort. Hij wordt als drost opgevolgd door zijn jongere broer Wilhelm van Haersolte.
Arent en zijn vrouw liggen begraven in de Groote Kerk in Zwolle. Daar zijn hun zerken nog leesbaar:

Anno 1637 den 18 juni is in den heer gerust die Weledele Manhaf: Arent van Haersolte in sijn leven dros(saert)van Bredevoort en luytenant colonel. Anno 1626 den ...nov is gestorven die Weled: erentrijcke vrou Elis: van Brienen dochter van der Latmer sijn huisvrou. 